# Bursadopsis
Bursadopsis is een geslacht van vlinders van de familie spanners (Geometridae), uit de onderfamilie Ennominae.

## Soorten
- B. apicipuncta Warren, 1901
- B. circumducta Warren, 1902
- B. plenifascia Prout, 1916
- B. praeflavata Warren, 1899